# Palazzo D’Afflitto

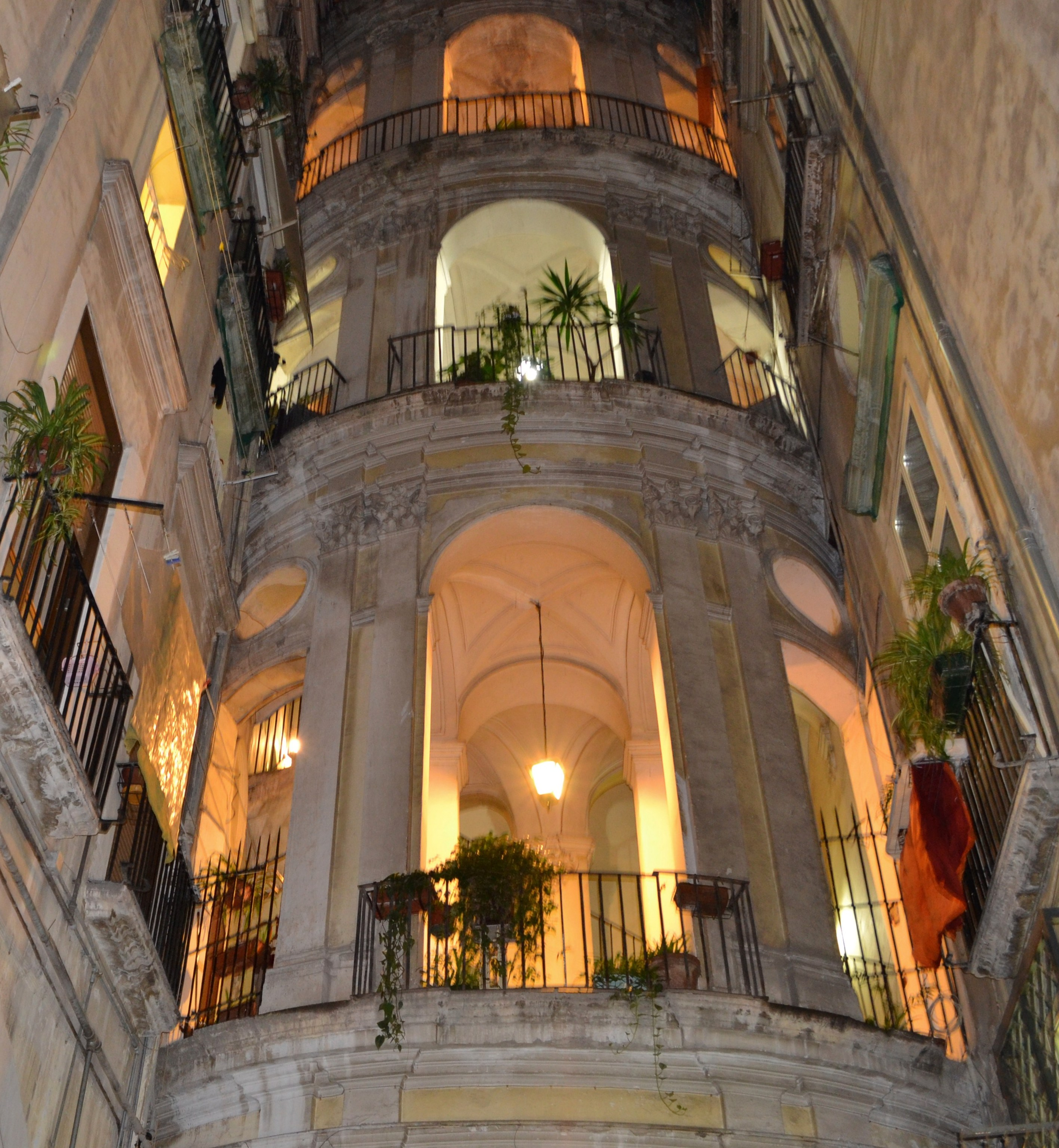
Palazzo D’Afflitto in Neapel: Offene Treppe

Der Palazzo D’Afflitto ist ein Palast aus dem 15. Jahrhundert im Viertel San Giuseppe in Neapel in der italienischen Region Kampanien. Er liegt in der Via Nilo, 30.

## Geschichte
Zwar wurde der Palast bereits im 15. Jahrhundert errichtet, aber der einzige noch erhaltene Gebäudeteil aus dieser Zeit ist der große polygonale Bogen, der in den Innenhof führt. Der gesamte Komplex wurde im Laufe der Jahrhunderte mehrmals umgebaut, am grundlegendsten im 18. Jahrhundert.

## Beschreibung
Die Fassade zeigt noch den Barockstil des 18. Jahrhunderts, wenn auch leicht verändert. Das Erdgeschoss hat einen Sockel in rauem Bossenwerk. Im Innenhof gibt es eine offene Treppe, die in dieser Bauart einzigartig in der Stadt ist. Sie erhebt sich über drei Stockwerke und hat eine mit Lisenen kompositer Ordnung verzierte Wandverkleidung. Das Gebäude mit konvexem Profil hat entlang der Fassade drei Öffnungen: Die größte, mit Rundbogen, ist flankiert von zwei kleineren mit Architraven und kreisrunden Opaions darüber.

## Bildergalerie

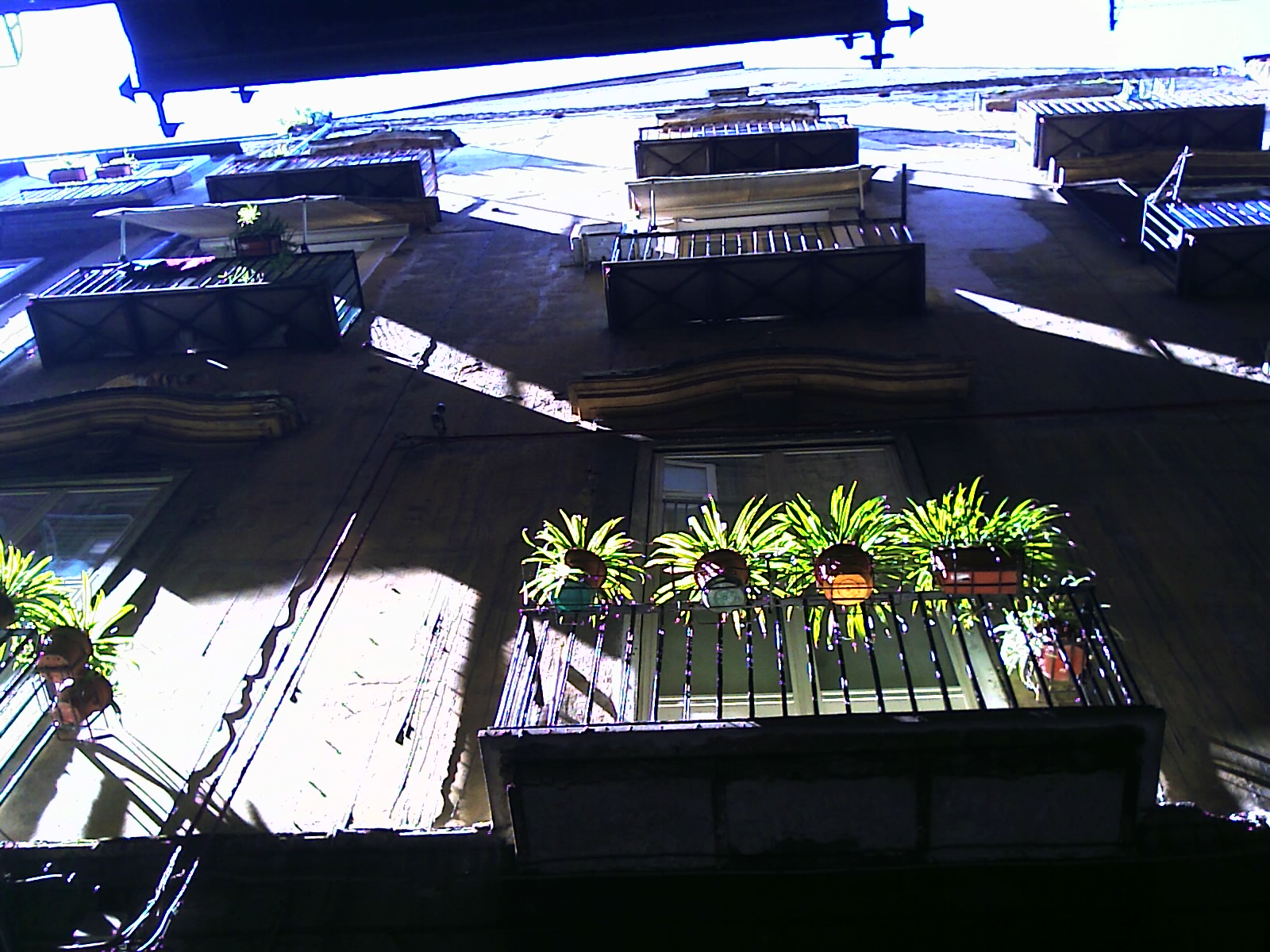
Fassade
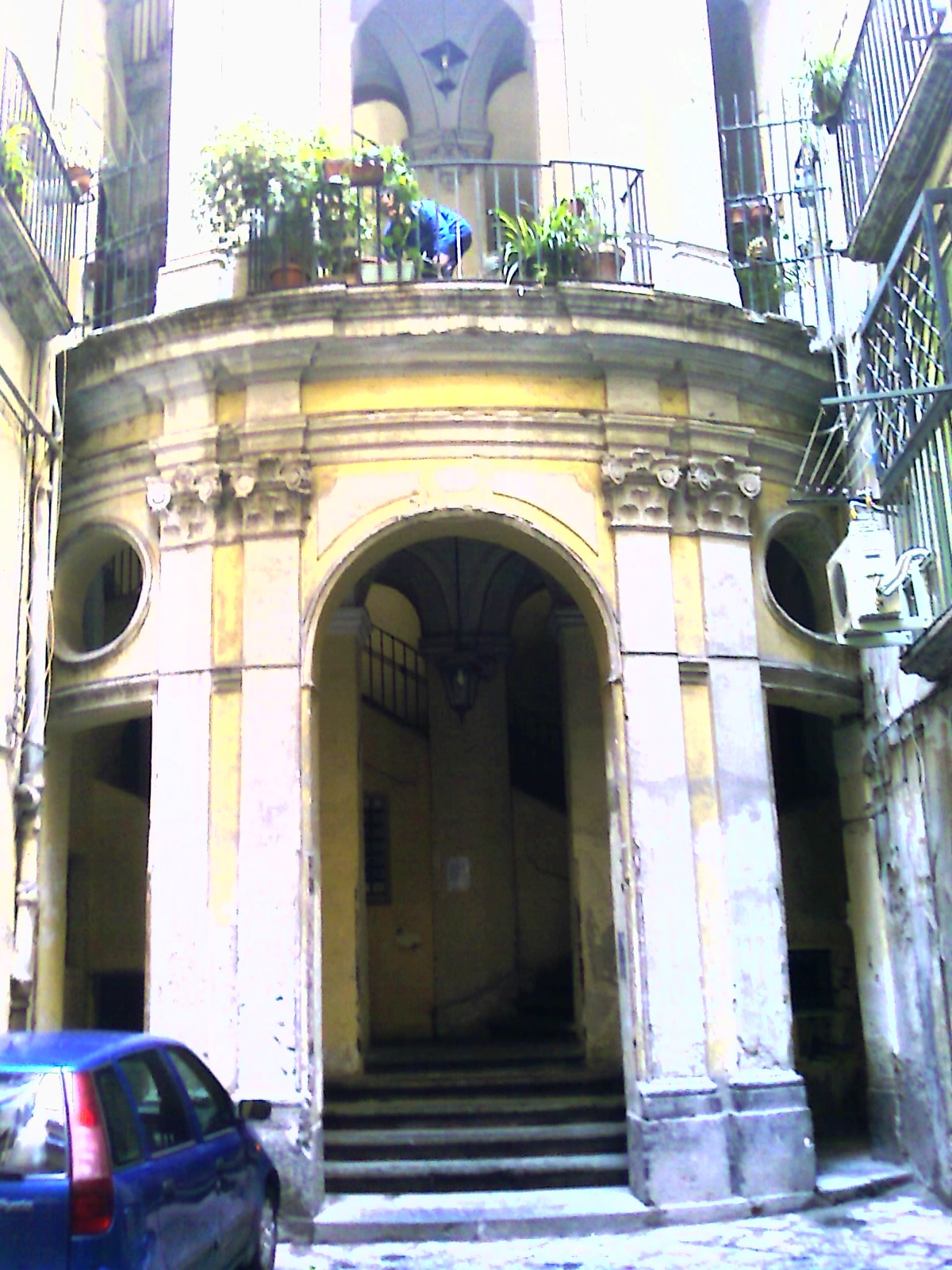
Eingang zur offenen Treppe
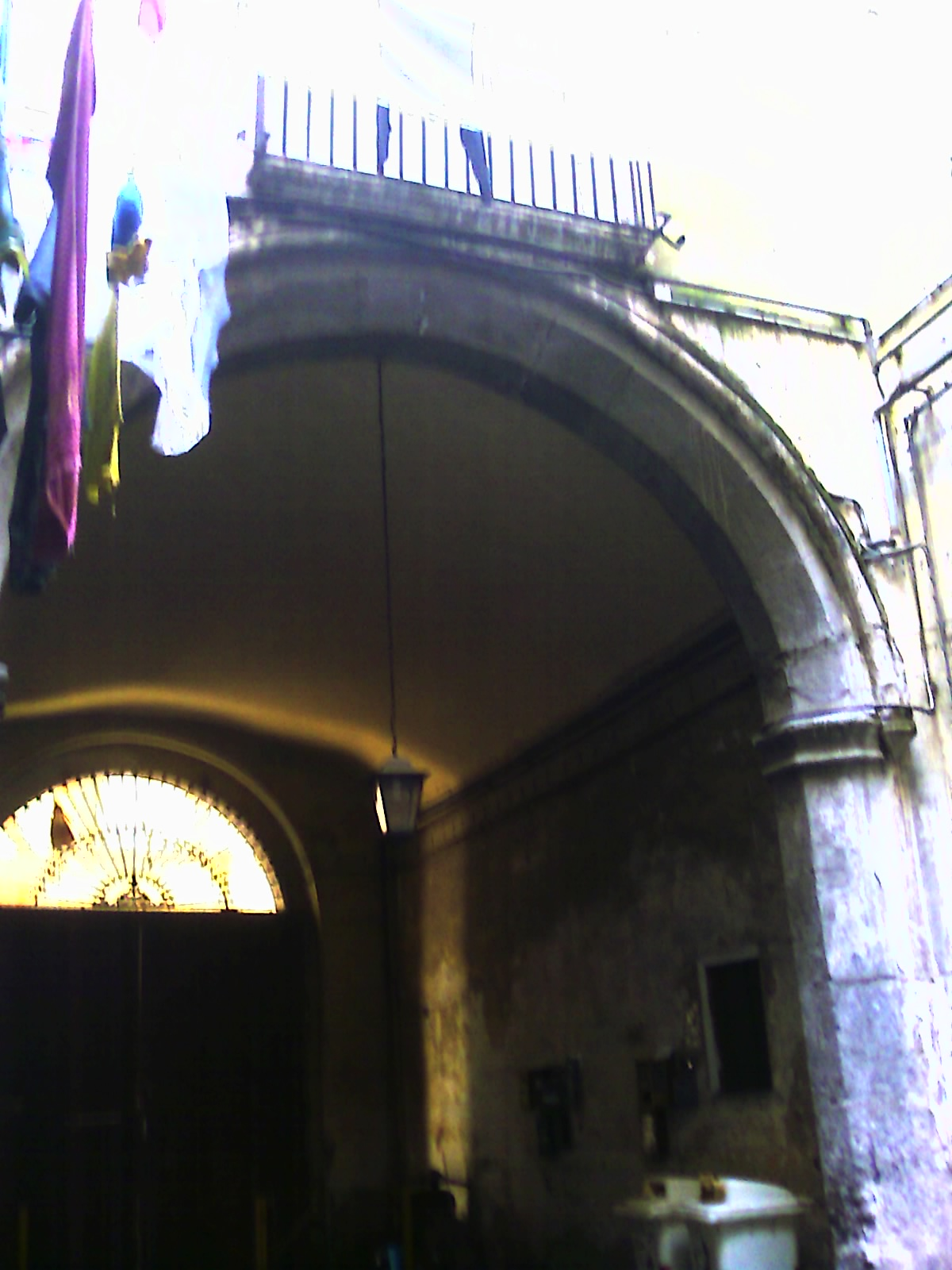
Atrium